# 安田正義
安田 正義（やすだ まさよし、1954年〈昭和29年〉10月26日 - ）は、日本の政治家。元兵庫県加東市長（3期）。

## 来歴
兵庫県加東市出身。1973年（昭和48年）3月、兵庫県立社高等学校卒業。同年4月、社町役場職員に採用される。生活環境課長などを務めた。旧加東郡の3町が合併して加東市が発足した後は助役となり、翌年から副市長。
初代市長を務めた山本廣一が2010年（平成22年）の市長選出馬を見送ったことから立候補、元市議の候補者を破って当選。2014年（平成26年）の市長選では対立候補が無く、無投票当選した。2018年（平成30年）、自民党・公明党の推薦を受けて市長選に立候補し3選。
2022年に行われた市長選には出馬せず、2022年4月29日に退任。